# 王玉珍 (京剧演员)
王玉珍（1947年—），中国京劇表演艺术家，一级演员，工旦行，中国共产党党员。她做過6年北京京劇院青年團團長（1991年到1997年）、13年北京京劇院院長（1997年到2010年），現已離休。

## 生平
她在北京戲曲學校學習京劇表演專業，主工刀馬旦、武旦，主要演出作品是吳祖光編的古裝京劇《三打陶三春》，1979年推出遲金聲等執導的舞台版，1983年在長春拍成彩色電影版，主要演員還有淨行的羅長德和生行的張克讓等。
曾到英屬香港、澳大利亞、英國等訪問演出。
她做院長，推出古裝京劇《宰相劉羅鍋》（陳亞先編劇，朱紹玉作曲）、現代京劇《梅蘭芳》（盛和煜編劇，朱紹玉作曲，胡炳旭指揮）等大型舞台公演作品。